# Стопирање
Стопирање је вид тражења превоза од других лица која путују својим возилом. Превоз може, али и не мора бити бесплатан. Гестикулација стопирања је хоризонтално испружена рука са палцем подигнутим нагоре. Понекад људи уз подигнут палац другом руком држе папир или картон са написаном локацијом до које им је потребан превоз.
Стопирање је уобичајена пракса широм света и стога постоји врло мало места у свету где постоје закони који то ограничавају. Међутим, мали број земаља има законе који ограничавају стопирање на одређеним локацијама.